# Roland Ramoser
Roland Ramoser (* 3. September 1972 in Ritten) ist ein ehemaliger italienischer Eishockeyspieler, der während seiner aktiven Karriere unter anderem für den HC Devils Milano, HC Bozen und Ritten Sport in der Serie A1 spielte.

## Karriere
Roland Ramoser begann seine Karriere als Eishockeyspieler in seiner Heimatstadt beim SV Ritten, für dessen Profimannschaft er in der Saison 1989/90 sein Debüt in der Serie A1 gab. In seinem Rookiejahr erzielte der Angreifer in 32 Spielen 25 Tore und gab 16 Vorlagen. Anschließend spielte er je ein Jahr lang für die Olympiques de Hull in der QMJHL und die Kamloops Blazers in der Western Hockey League. Als Kamloops in der Saison 1991/92 das Double aus Ed Chynoweth Cup und Memorial Cup gewann, spielte der Flügelspieler allerdings nur zweimal. Daraufhin erhielt er einen Vertrag beim HC Devils Milano in seiner italienischen Heimat, mit dem er 1993 und 1994 jeweils Meister wurde. Diesen Erfolg konnte er in der Saison 1994/95 mit dem HC Bozen wiederholen, mit dem er zudem im gleichen Jahr den Europäischen Supercup gewann.
Nach einem Jahr beim HC Gherdëina erhielt Ramoser für die Saison 1996/97 einen Vertrag bei den Nürnberg Ice Tigers aus der Deutschen Eishockey Liga. Es folgten je eineinhalb Jahre bei deren Ligarivalen Kassel Huskies und erneut bei den Ice Tigers. Nach insgesamt vier Jahren in Deutschland kehrte der Nationalspieler zu seinem Heimatclub SV Ritten-Renon zurück, bei dem er 2001 mit 69 Scorerpunkten in 32 Spielen ligaweiter Topscorer wurde. Seit 2002 stand der Rechtsschütze wieder für den HC Bozen auf dem Eis, bei dem er mittlerweile als Mannschaftskapitän fungierte. Mit den Südtirolern gewann er zweimal den Meistertitel (2008 und 2009), dreimal die Coppa Italia (2003, 2007 und 2009), sowie ebenfalls dreimal die Supercoppa Italiana (2004, 2007 und 2008). Anfang August 2010 wechselte er zu seinem Heimatverein Ritten Sport. Nachdem Ramoser mit den Rittenern in der Saison 2010/11 im Viertelfinale der Playoffs gegen den HC Valpellice gescheitert war, verkündete er wenige Tage später auf einer Pressekonferenz das Ende seiner Spielerkarriere.

### International
Für den italienischen Nachwuchs nahm Ramoser an den U18-B-Europameisterschaften 1989 und 1990, als er als Top-Scorer und Torschützenkönig auch zum besten Stürmer des Turniers gewählt wurde, sowie an der Junioren-C-Weltmeisterschaft 1992, als er als bester Stürmer des Turniers maßgeblich zum Aufstieg der italienischen U20 in die B-Gruppe beitrug, teil.
Mi der italienischen Herrenauswahl spielte er zunächst bei den A-Weltmeisterschaften 1994, 1995, 1996, 1997, 1998, 1999 und 2000. Nach der Umstellung auf das heutige Divisionensystem nahm er an den Weltmeisterschaften 2001, 2002, 2006, 2007, 2008 und 2010 in der Top-Division sowie 
bei den Weltmeisterschaften 2003, 2004, 2005 und 2009, als er als Topscorer (gemeinsam mit seinem Landsmann Trevor Johnson), Torschützenkönig (gemeinsam mit dem Niederländer Jamie Schaafsma) und Mitglied des All-Star-Teams maßgeblich zum Aufstieg in die Top-Division beitrug, in der Division I teil. Des Weiteren stand er im Aufgebot Italiens bei den Olympischen Winterspielen 1994 in Lillehammer und 1998 in Nagano und den Qualifikationsturnieren für die Winterspiele 2002 in Salt Lake City und 2010 in Vancouver.

## Erfolge und Auszeichnungen
| - 1993 Italienischer Meister mit dem HC Devils Milano - 1994 Italienischer Meister mit dem HC Devils Milano - 1995 Italienischer Meister mit dem HC Bozen - 1995 Europäischer Supercup mit dem HC Bozen - 2001 Topscorer der Serie A1 - 2003 Coppa Italia mit dem HC Bozen - 2004 Supercoppa Italiana mit dem HC Bozen | - 2007 Coppa Italia mit dem HC Bozen - 2007 Supercoppa Italia mit dem HC Bozen - 2008 Italienischer Meister mit dem HC Bozen - 2008 Supercoppa Italiana mit dem HC Bozen - 2009 Italienischer Meister mit dem HC Bozen - 2009 Coppa Italia mit dem HC Bozen - 2010 Supercoppa Italiana mit Ritten Sport |

### International
- 1990 Bester Stürmer, Torschützenkönig und Topscorer bei der U18-B-Europameisterschaft
- 1992 Aufstieg in die B-Gruppe bei der Junioren-C-Weltmeisterschaft
- 1992 Bester Stürmer bei der Junioren-C-Weltmeisterschaft
- 2005 Aufstieg in die Top Division bei der Weltmeisterschaft der Division I, Gruppe B
- 2009 Aufstieg in die Top Division bei der Weltmeisterschaft der Division I, Gruppe B
- 2009 Topscorer, Torschützenkönig und All-Star Team bei der Weltmeisterschaft der Division I, Gruppe B